# Reserva natural de Lagunas de Villafáfila
La reserva natural de Lagunas de Villafáfila es un espacio natural protegido que se encuentra situado en el cuadrante noreste de la provincia de Zamora, Castilla y León, España.
Las lagunas se sitúan en una zona de encuentro de las tierras de Campos y del Pan, correspondiente al interfluvio de los ríos Esla y Valderaduey. Este espacio se caracteriza por ser una pequeña depresión (675 m de altitud) circundada por suaves tesos, que ha dado lugar a una pequeña cuenca endorreica que es vertebrada a duras penas por el río Salado. La configuración de este territorio da lugar a la formación de balsas de agua de escasa profundidad y superficie menguante en función de la mayor o menor insolación de la época del año. Así pues, el conjunto lacustre puede ocupar durante el periodo invernal una superficie inundada de 500  hectáreas, en las que destacan las masas de agua de la "Laguna Grande" (Villafáfila) con 192 ha, la "Laguna de Barillos" (Revellinos y Villafáfila) con 118 ha y la "Laguna de las Salinas o de Villarín" (Villarrín de Campos y Villafáfila) de 70 ha —esta última laguna fue desecada en 1974 produciéndose denuncias de la pérdida de riqueza natural que suponía, siendo recuperada por la Junta de Castilla y León en 1989—. Junto a estas hay otras de menor entidad cómo: Bamba, El Hinojo, Las Paneras, Redondales, El Rual, Salina Pequeña, San Pedro, El Triunfo o Villardón. Además existen una multitud de arroyos de caudal intermitente como Las Agujas, Las Felipas, La Huerga, El Riego, Las Vacas o el Cavén de San Juan que se encargan del traslado de las aguas que dejan las lluvias durante los periodos de inundación.
El ecosistema de las lagunas ha sido protegido a lo largo del tiempo con diferentes grados de protección. En 1972 fueron declaradas Zona de Caza Controlada, catorce años
después, la Junta de Castilla y León creó la reserva nacional de caza de Lagunas de Villafáfila y posteriormente le otorgó la categoría de reserva natural. Además cuenta con el reconocimiento europeo a través de la inclusión de este espacio en las Zonas Húmedas de Importancia Internacional (Convenio Ramsar) y por haber sido declarada Zona de Especial Protección para las Aves, en el marco de la Red Natura.

## Situación
La reserva natural de Lagunas de Villafáfila, de 32 682 ha de superficie, se encuentra enclavada en el noreste de la provincia de Zamora, dentro de la comarca de Tierra de Campos, donde la estepa cerealista es el paisaje dominante. En el centro de ésta y rompiendo la monotonía que impone el cultivo de secano aparece, como un oasis, un complejo lacustre de carácter temporal y salino.
Se encuentra situada entre las cuencas de dos importantes afluentes del río Duero: la del Esla al oeste, que nace en la cordillera Cantábrica y que transporta un importante caudal, y la del Valderaduey al este, que nace entre las provincias de León y Palencia. Al norte se encuentran algunas colinas, y montes de escasa altitud, como lo altos de la Cruz y de los Lobos, y el teso (pequeña meseta) de Pedro Nuño, mientras que al sur el relieve es muy abierto. En esta zona interfluvial, y a diferencia de la cuenca de los dos ríos, donde la pendiente del terreno facilita la formación de una red hidrográfica, la orografía es extremadamente suave, propiciando el estancamiento de las aguas, y la formación de lagunas y áreas encharcadas. Este fenómeno, conocido como endoerrismo, ha sido el agente modelador de las salinas de Villafáfila, una de las zonas más singulares del norte de la Meseta.
Situadas en medio de un infinito paisaje cerealista, entrañan sin embargo una belleza especial, sobre todo con la salida del sol y al atardecer. Además del paisaje, el hombre ha creado un rico patrimonio arquitectónico de tapial y adobe: la «cultura del barro». Pero los dos hábitats más significativos de Villafáfila son la razón de la relevancia de este enclave. Los humedales dan refugio a tal variedad y cantidad de aves migratorias que convierten este espacio protegido en una de las más importantes áreas de invernada de la península ibérica. Por otro lado, las parcelas de secano conservan una de las mayores poblaciones de avutarda de Europa.
Su interior engloba terrenos pertenecientes a "11 términos municipales":
- Términos municipales incluidos totalmente en el espacio natural: Revellinos, San Agustín del Pozo, Tapioles, Villafáfila (Otero de Sariegos y Villafáfila) , Villalba de la Lampreana y Villarrín de Campos.
- Términos municipales incluidos parcialmente en el espacio natural: Cañizo, Cerecinos de Campos, Manganeses de la Lampreana, San Martín de Valderaduey y Villárdiga.

### Límites
Los límites de la reserva natural de Lagunas de Villafáfila son los que a continuación se describen, tomando como punto de inicio el límite norte y siguiendo en sentido horario:
- Norte: Partiendo del punto en el que confluyen los términos de Barcial del Barco, San Agustín del Pozo y Vidayanes toma la línea de términos entre San Agustín del Pozo y Vidayanes, continúa por la que separa Vidayanes y Revellinos, después Revellinos y San Esteban del Molar, San Esteban del Molar y Cerecinos de Campos, y por último, Cerecinos de Campos y Villalobos, hasta la intersección con el trazado de la antigua carretera N-VI, continuando por dicho trazado hasta el límite de términos entre Cerecinos de Campos y Villalpando.
- Este: Desde este punto sigue en dirección sudoeste por la línea de términos entre Villalpando y Cerecinos de Campos, ídem entre Villalpando y Tapioles hasta el río Valderaduey, prosigue por el río Valderaduey aguas abajo hasta su cruce con la carretera Zamora-Villalpando (C-612), continúa en dirección sudoeste por dicha carretera hasta la línea de términos entre Cañizo y Castronuevo.
- Sur: Sigue en sentido noroeste la línea de términos entre Cañizo y Castronuevo de los Arcos, después por la de Villalba de la Lampreana y Castronuevo de los Arcos, ídem entre Villalba de la Lampreana y Arquillinos, y entre Villalba de la Lampreana y Pajares de la Lampreana; continúa por la línea de términos entre Pajares de la Lampreana y Manganeses de la Lampreana, y, finalmente, entre Manganeses de la Lampreana y San Cebrián de Castro, hasta el punto que separa las entidades de Manganeses de la Lampreana y Riego del Camino.
- Oeste: Desde el punto anterior, continúa por los límites de entidades entre Manganeses de la Lampreana y Riego del Camino, hasta encontrarse con la carretera N-630. Sigue por dicha carretera hasta la confluencia con los términos entre Manganeses de la Lampreana y Granja de Moreruela, de Villarrín de Campos; seguidamente sigue la línea de términos entre Villarrín de Campos y Granja de Moreruela hasta la confluencia de tres términos: Santovenia, Granja de Moreruela y Villarrín de Campos; a continuación sigue por la línea de términos entre Santovenia y Villarrín de Campos hasta la confluencia de tres términos (Villafáfila, Villarrín de Campos y Santovenia), tomando a continuación la línea de términos entre Villafáfila y Santovenia hasta el punto de confluencia con el término de Villaveza del Agua, y después la línea de términos entre Villafáfila y Villaveza del Agua hasta el punto de confluencia con el término de San Agustín del Pozo. Desde este punto prosigue por la línea de términos entre San Agustín del Pozo y Villaveza del Agua hasta su confluencia con el de Barcial del Barco, y, por último, la línea de términos entre Barcial del Barco y San Agustín del Pozo, hasta llegar al punto inicial de descripción de estos límites.

## Protección
En 1986 la Junta de Castilla y León creó la reserva nacional de caza de Lagunas de Villafáfila que se asienta sobre terrenos de once términos municipales y ocupa una superficie de 32 682 ha. En 1996, con la entrada en vigor de la Ley de Caza de Castilla y León, la Reserva se convirtió en reserva regional de caza. En la actualidad la Junta de Castilla y León ha declarado como reserva natural a este espacio natural por sus elevados valores biológicos, motivo por el que el régimen de protección, uso y gestión de la reserva natural de Lagunas de Villafáfila, es el establecido en la Ley 8/1991, de 10 de mayo, de Espacios Naturales de la Comunidad de Castilla y León, en el Decreto 7/2005, de 13 de enero, por el que se aprueba el Plan de Ordenación de los Recursos Naturales del Espacio Natural de Lagunas de Villafáfila y en los demás instrumentos de planificación y normas que se desarrollen en aplicación de lo dispuesto en la citada Ley.
A nivel internacional, la Reserva está declarada como zona de especial protección para las aves(ZEPA) y como lugar de interés comunitario" (LIC) ante la Unión Europea, formando parte de la "Red Natura 2000". Por último, su complejo lagunar está incluido en el «Convenio Mundial de Protección de Zonas Húmedas de Importancia Internacional» (RAMSAR).

## Características

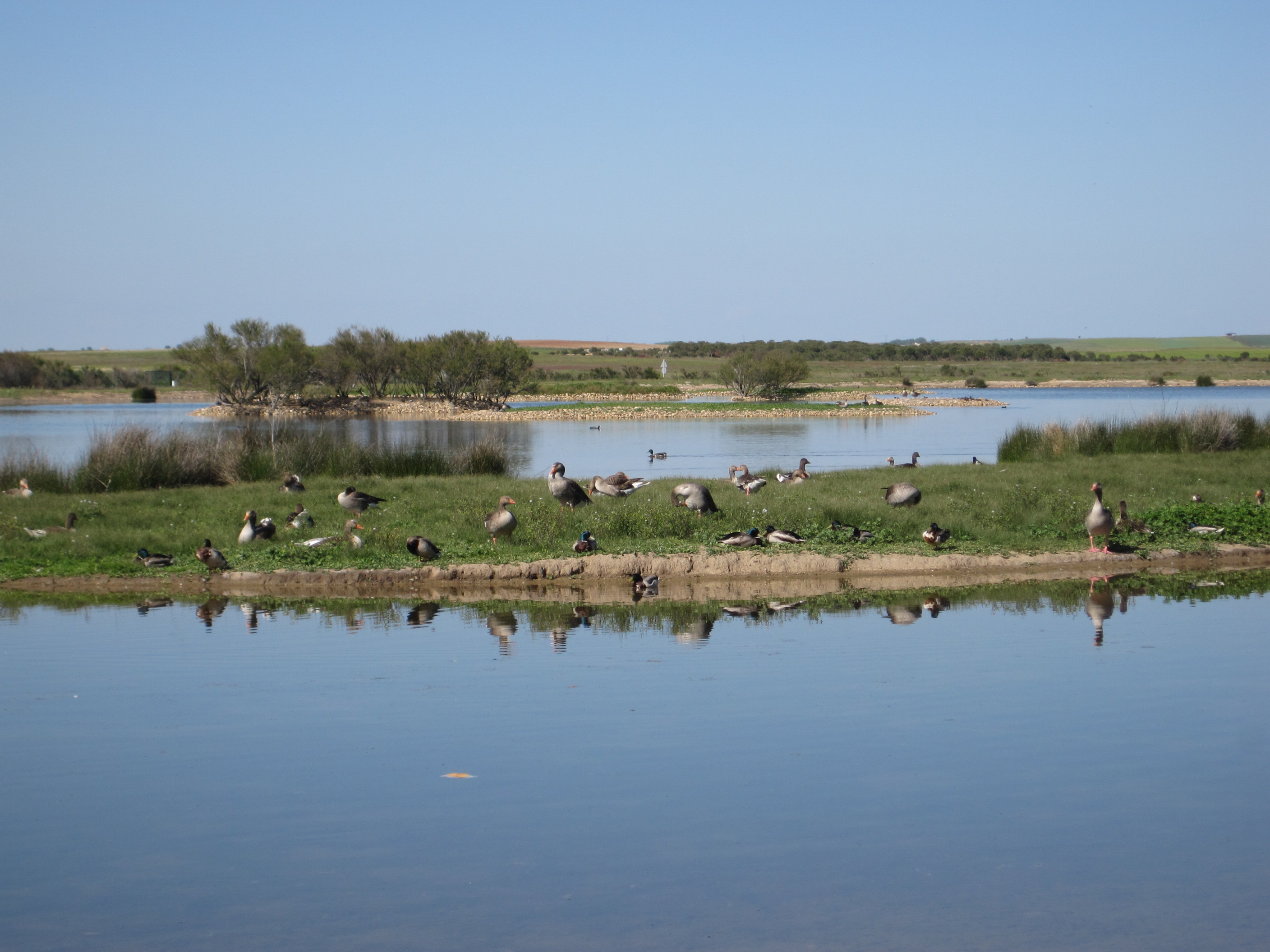
Detalle de una de las charcas.

### Geomorfología
El paisaje de la zona se caracteriza por una suave orografía, con escasas pendientes y amplios horizontes, y una altitud media entre 700 y 720 m, donde el cultivo del cereal es casi monoespecífico. En su centro se localiza un complejo lagunar de carácter salino, estacional y estepario. 
Los datos geológicos indican que los materiales más representados pertenecen al Terciario y Cuaternario, cubriendo de forma discordante a otros materiales paleozoicos que forman el basamento de la cuenca. El carácter salino del complejo lacustre se debe a la gran cantidad de sales que impregnan los materiales terciarios que forman el sustrato. Son primordialmente detríticos (conglomerados, arenas, arcillas), en parte carbonatados (margas y algunos niveles de caliza) y evaporíticos (yesos y otras sales) del Mioceno. 
El acuífero terciario de la zona de Villafáfila es de aguas surgentes, que en su ascenso a los niveles superiores se «contaminan» por disolución con las sales que impregnan los sedimentos terciarios y se salinizan. Una vez evaporada el agua de los humedales en verano, los fondos aparecen cuarteados y cubiertos con una costra de sal. En años de máxima inundación, el complejo lagunar ocupa una extensión de unas 600 ha. Las principales lagunas de este complejo lacustre son la "Laguna Grande" (Villafáfila) de 192 ha, la "Laguna de Barillos" (Revellinos y Villafáfila) con 118 ha y la "Laguna de las Salinas" (Villarrín de Campos y Villafáfila) de 70 ha. Esta última laguna fue desecada en 1970 y recuperada por la Junta de Castilla y León en 1989.

### Cuenca semiendorreica
Una cuenca endorreica es un área geográfica aislada en la que, debido a su relieve, no existen puntos de desagüe hacia el exterior, por lo que las corrientes fluyen hacia el interior, y el agua se acumula en las cotas inferiores. En el caso de Villafáfila, el sustrato relativamente impermeable, formado principalmente por arcillas, facilita la formación de lagunas permanentes en una superficie inundable global de entorno las 600 ha. De hecho, aunque la mayor parte del agua se acumula en Villafáfila, esta sin embargo no es una auténtica cuenca endorreica, ya que hay un pequeño desagüe en el sector suroeste, por lo que es más acertado calificarla de cuenca semiendorreica.
Sin duda alguna, el aspecto más importante del endorreísmo es la formación de lagunas de aguas más o menos permanentes. Además de su importancia geológica y paisajística, estas acumulaciones de agua tienen también un importante valor ecológico, dado que suelen estar situadas en áreas de clima relativamente seco y desempeñan un papel importante, vital, en el ciclo de muchas especies. En Villafáfila existen en la actualidad una decena de lagunas de naturaleza esteparia y aguas salobres, además de muchos encharcamientos de carácter temporal. Las tres mayores lagunas son la "Laguna Grande" (192 ha), "Laguna de Barillos" (118 ha) y "Laguna de las Salinas" (70 ha). Las restantes lagunas de este complejo endorreico, tienen una menor dimensión, como la del Villardón, la Presa, el Triunfo, Parva, Redondales, Bamba y de las Paneras. 
La profundidad de las lagunas es muy escasa, ya que apenas supera el medio metro en las zonas de máxima profundidad. Esto es debido al proceso natural de colmatación, por el cual las lagunas se van llenando con los sedimentos transportados por el agua hasta que se colmatan completamente y se convierten en praderas húmedas. Sin embargo, este proceso natural, de ritmo muy lento, se ha visto acelerado de forma muy rápida por las nuevas prácticas agrícolas. En concreto, los extensos cultivos cerealistas, que dejan el suelo desnudo durante una parte del año, y la concentración parcelaria de los años setenta, que eliminó una gran parte de los linderos cubiertos de vegetación que retenía el suelo, han favorecido notablemente la erosión de la cuenca y, por tanto, la colmatación de las lagunas. Como ejemplo, basta señalar que en 1948 tenía una superficie de casi 500 ha, más del doble de su dimensión actual, y una profundidad de unos treinta metros.

### Naturaleza salobre
Otra de las características principales de este complejo lacustre es la naturaleza salobre de sus aguas, que determina la dinámica de estos ecosistemas. Por una parte, el agua que llega a estas lagunas tiene un alto contenido en sales, principalmente cloruro sódico y magnésico, ya que circula por estratos arenosos y suelos aluviales ricos en estas sustancias. Por otra parte, el agua de las lagunas sufre una importante evaporación, especialmente durante el estío, lo cual conlleva una mayor concentración de sales en el agua. Como consecuencia, las sales se van acumulando sobre el suelo que con el tiempo va adquiriendo un carácter extremadamente salino, como lo demuestran las especies vegetales que crecen sobre ellos. La existencia de las sales ha tenido a su vez, una importante papel económico durante siglos.

## Patrimonio social y cultural

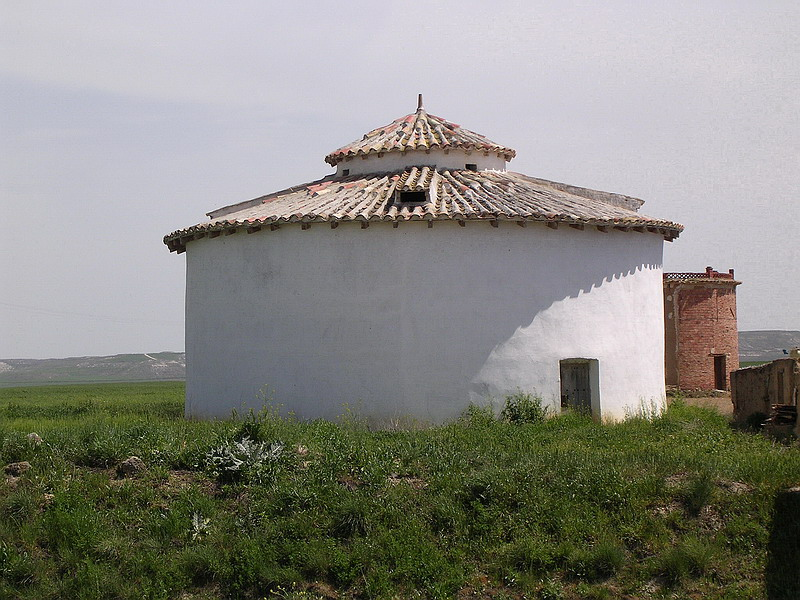
Típico palomar de la Tierra de Campos

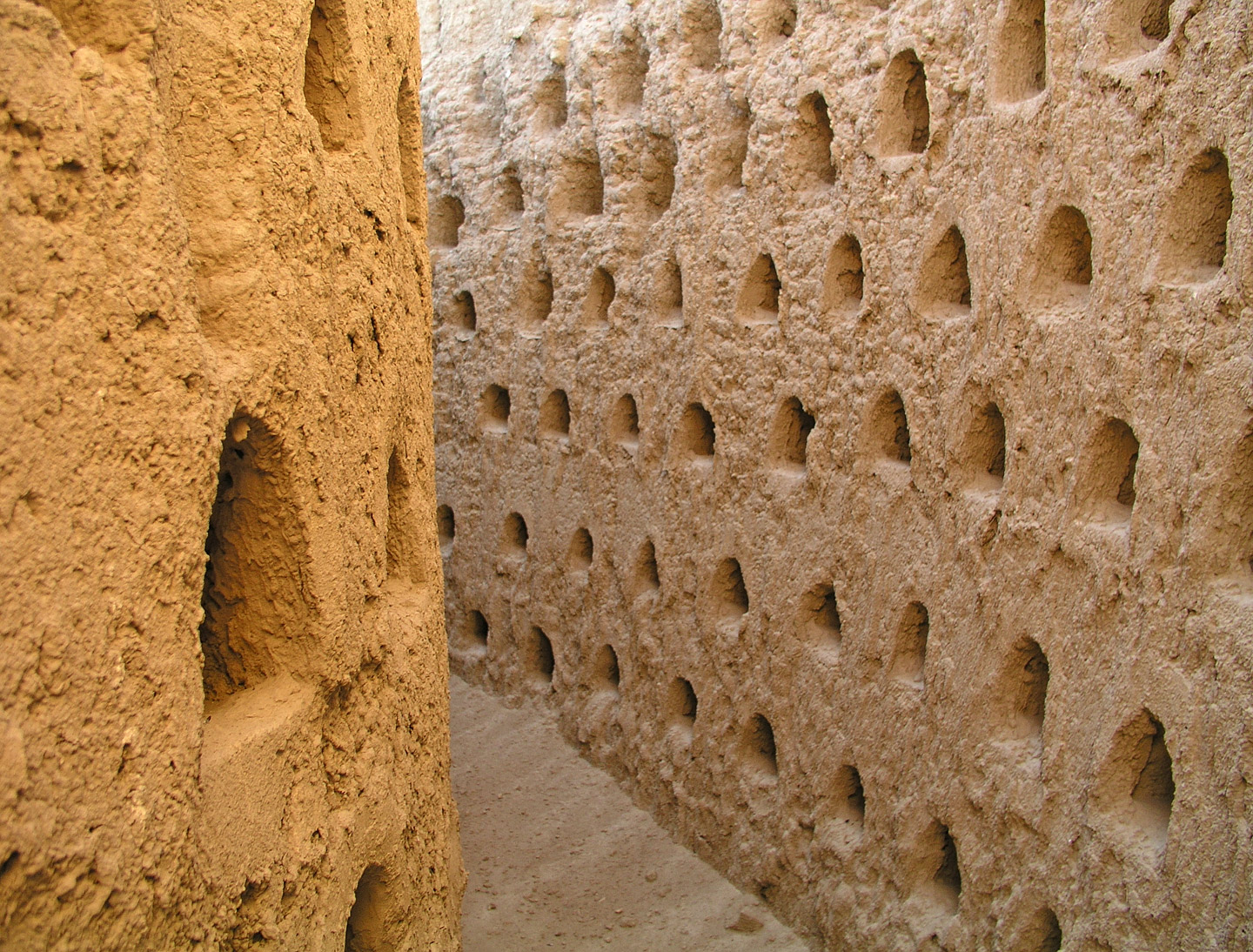
Nidales de un palomar de la Tierra de Campos en ruinas

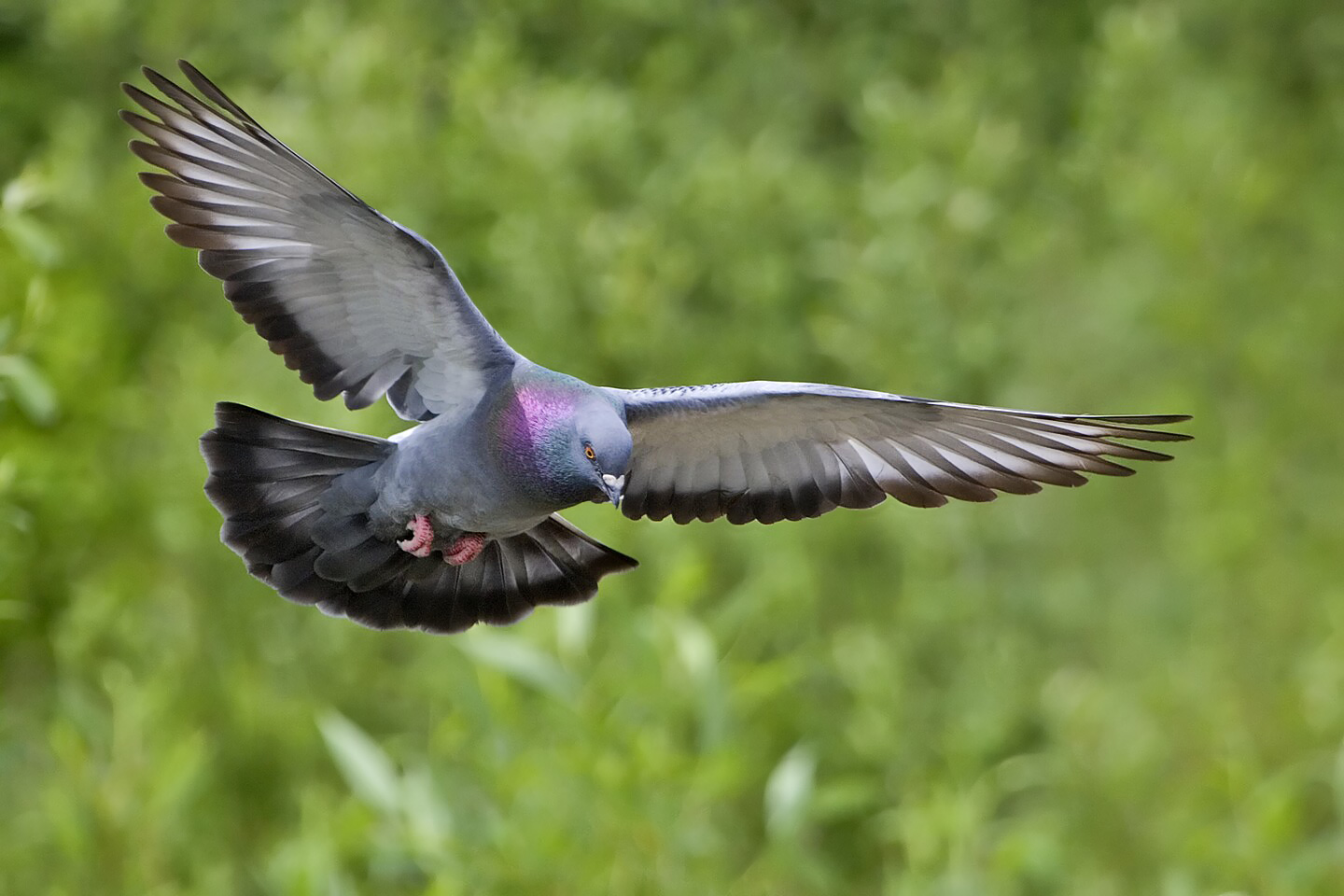
Paloma bravía y paloma doméstica crían en los palomares

La mayor parte de los asentamientos que se han establecido a lo largo de la historia en el territorio de esta reserva natural, tienen su origen en el aprovechamiento de la sal, aunque estas fértiles tierras han permitido también unas prósperas explotaciones agrícolas y ganaderas. 
Los primeros restos arqueológicos hallados, correspondientes a asentamientos calcolíticos y de la Edad de Bronce (3000 a 1700 a. C.), ya muestran estructuras y herramientas relacionadas con la extracción y transformación de la sal. El Museo Provincial de Zamora alberga las cerámicas de esta época asociadas a la transformación de sal, encontradas en la orilla de la laguna de las Salinas entre Villafáfila y Villarrín de Campos.
El paso de las culturas romana, visigótica, árabe y mozárabe se pone de manifiesto por el hallazgo de restos, aunque su escasa magnitud hace suponer que nunca se produjeron grandes asentamientos. Este hecho cambia notablemente a partir del siglo XI, cuando se produce un notable incremento de los núcleos de población, especialmente de las cabañas y posadas ligadas directamente a la explotación de las salinas, y origen de muchas de las actuales poblaciones de este territorio, como son: Villarrín de Campos, Villafáfila, Otero de Sariegos y Revellinos. 
El interés creciente a lo largo de los siglos siguientes por la sal originó un notable incremento de la explotación que pasó a ser monopolio real en el año 1348. El frenético ritmo de extracción llevó al progresivo agotamiento de las salinas que, junto con la intensificación del comercio con Portugal, hizo que se iniciara el declive de la explotación de la sal hasta su abandono definitivo en el siglo XVI.
En el siglo XVIII, durante el reinado de Carlos III, se intenta recuperar la explotación de este recurso y se crea la «Real Fábrica de Salitres de Villafáfila», que permaneció en activo hasta la invasión napoleónica del siglo XIX. El edificio fue posteriormente reconvertido en fábrica de harina y aún hoy pueden observarse sus ruinas en el interior del casco urbano de Villafáfila.
El siglo XX, especialmente a partir de la década de los años cuarenta, esta zona ha sufrido un notable y continuo éxodo demográfico, lo que ha llevado al casi despoblamiento de alguna de sus aldeas.
La estructura de los pueblos de la Tierra de Campos, suele ser la de viviendas alineadas a lo largo de una vía de comunicación, sin que exista un claro núcleo principal. La arquitectura popular se caracteriza por el uso de la tierra como principal materia prima. Mezclada con agua, paja y un largo secado al sol nos proporciona adobes. Si la tierra se aplica en capas alternas con cal dentro de un encofrado hablamos de tapial. La mayor parte de las iglesias existentes en los pueblos, construidas en piedra y ladrillo, cuentan con importantes tesoros artísticos. Alguno de estos templos son verdaderas joyas arquitectónicas.
De entre los elementos arquitectónicos propios de la región, destacan los palomares, que con su silueta rompen el uniforme paisaje estepario. De planta generalmente circular, suelen estar construidos con ladrillos de adobe unidos por una fina capa de barro. Exteriormente, las paredes están recubiertas por tapial y el tejado está realizado con teja árabe de barro cocido. Por desgracia, la poca rentabilidad de las palomas llevó al abandono de muchos de estos palomares y la consiguiente situación de semiderruidos. En las últimas décadas del siglo XX y primeros años del siglo XXI se ha producido un notable trabajo de recuperación y rehabilitación de estas estructuras arquitectónicas tan características de la Tierra de Campos, al margen de permitir ser el albergue de una rica fauna autóctona, principalmente de aves.

## Vegetación y flora
La vegetación de estas áreas vienen influenciados por tres importantes factores climáticos y edáficos, como son:
- El intenso frío invernal y la sequía del intenso periodo estival, condicionan la presencia de especies que sean capaces de resistir las condiciones extremas. Situación que conlleva la presencia de vegetación de tipo estepario, característica de las zonas de clima continental, con plantas herbáceas y arbustivas de escaso porte, y la práctica ausencia de especies arbóreas.
- La variación estacional del nivel del agua de las lagunas y de los encharcamientos temporales, que determina un gradiente ambiental según el grado de inundación de cada zona. Así, la planta más habitual de las zonas inundadas durante la mayor parte del año es la castañuela, de cuyos brotes se alimentan muchas de las aves de la zona. Otra de las especies propias de la zona es el gramón, cuyo desarrollo solo es posible en los bordes de las zonas inundadas, donde la profundidad del agua es escasa.
- La elevada concentración de sales en los suelos, y como consecuencia la dificultad que tienen las plantas para extraer el agua del suelo, debido a fenómenos físicos ligados a la presión osmótica. Por ello, aunque el suelo contiene una suficiente cantidad de agua, esta no se encuentra disponible para las especies vegetales, que sufren como consecuencia una sequía fisiológica. Para poder sobrevivir en estos espacios salinos, las plantas han desarrollado diversos mecanismos encaminados a aumentar la absorción del agua y eliminar las sales que encuentran disueltas con ella. Gran parte de estos mecanismos son de tipo fisiológico, y se producen a nivel radicular, pero no obstante, pueden advertirse adaptaciones anatómicas de la parte aérea, fácilmente observables. Presentan así hojas de pequeño tamaño y endurecidas para evitar la pérdida de agua, como las del taray, una de las pocas especies arbóreas de la zona. Algunas plantas, como el guarapo, pueden eliminar por poros de hojas y tallos el exceso de sal, motivo por el que presentan un aspecto blanquecino. Otras como las salicores, presentan tallos llenos de agua para diluir el exceso de sal y evitar sus efectos nocivos.

En este espacio natural, es reseñable además su temprana deforestación con objeto de aprovechar sus terrenos para cultivos, diferenciamos claramente dos comunidades vegetales:
- Por un lado, una inmensa llanura cerealista, con una monotonía aplastante solo rota por alguna pequeña alameda y unos escasos ejemplares de pino piñonero. La estepa cerealista se encuentra dominada por los cultivos de cebada, trigo y alfalfa de secano, así como las plantas ruderales características.
- Por otro, en el centro de la Reserva, un complejo lagunar de carácter salino, estacional y estepario, que junto con los prados salinos que las rodean conforman los ecosistemas que presentan mayor riqueza botánica, en una superficie total aproximada de unas 600 ha. Esta variada vegetación está condicionada por los gradientes de encharcamiento, salinidad y climatología, lo que permite encontrar conviviendo juntas especies características de zonas continentales y otras de bordes marinos. Hasta el momento, todos los estudios realizados sobre vegetación acuática confieren a este complejo lagunar una importancia internacional. Entre las muchas especies de plantas existentes en el humedal de interés botánico resaltaremos la juncia o castañuela, de la que se han descrito tres especies: Scirpus maritimus, Scirpus litoralis y Scirpus lacustris. En los bordes lagunares y praderas cercanas predomina el gramón junto a especies como la escorzonera enana, el pelujo, el hinojillo de conejo, la arrastradera, la margarita, el correjuelo y la grama.

## Fauna
En la estepa cerealista pervive una de las mayores poblaciones de avutarda (Otis tarda) del mundo —2668 individuos censados en marzo de 2005— así como otras especies de gran interés ligadas a la estepa como el cernícalo primilla, con más de 300 parejas nidificantes, el aguilucho cenizo, el sisón y la ortega entre otros. El complejo lagunar posee una extraordinaria riqueza en invertebrados acuáticos, pero son las aves las que ponen la nota más colorista y espectacular de la Reserva. En ella se concentran casi el 50 % de todas las aves acuáticas censadas en Castilla y León. Como nidificantes pueden destacarse la cigüeñuela, la avoceta, el aguilucho lagunero, la pagaza piconegra, la avefría, el azulón, el zampullín, la cigüeña blanca, el pato cuchara y el chorlitejo chico. Como únicamente invernantes o en paso citaremos al ánsar común, con una media de 26 000 individuos invernantes en la última década, la grulla, el ánade friso, la cerceta común y la espátula.

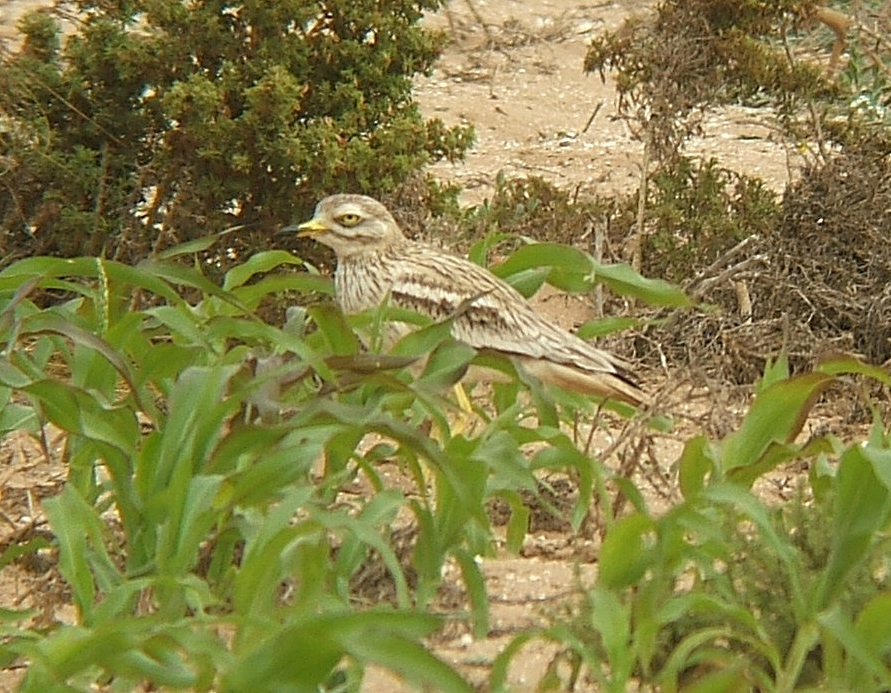
Alcaraván

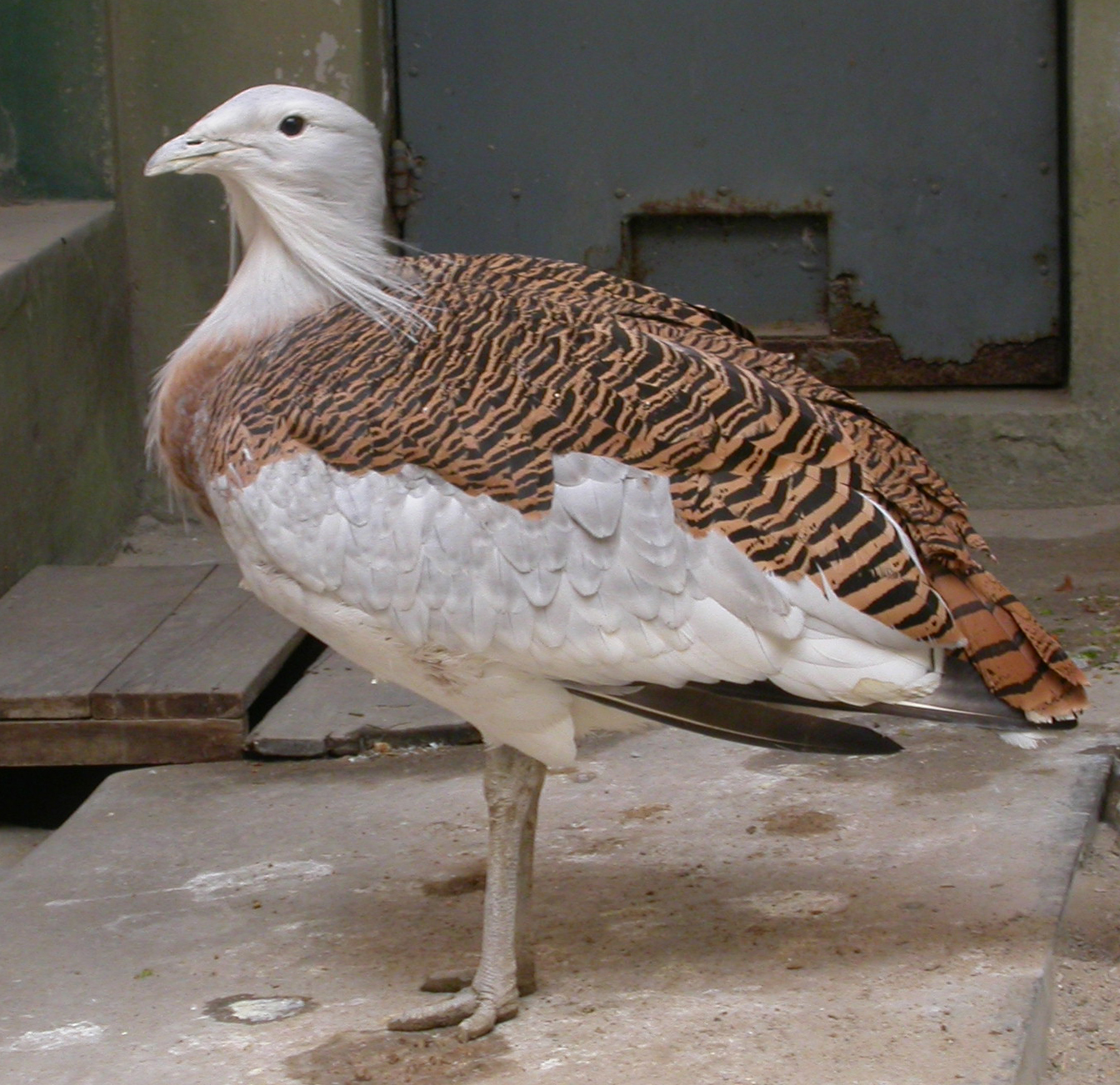
Avutarda

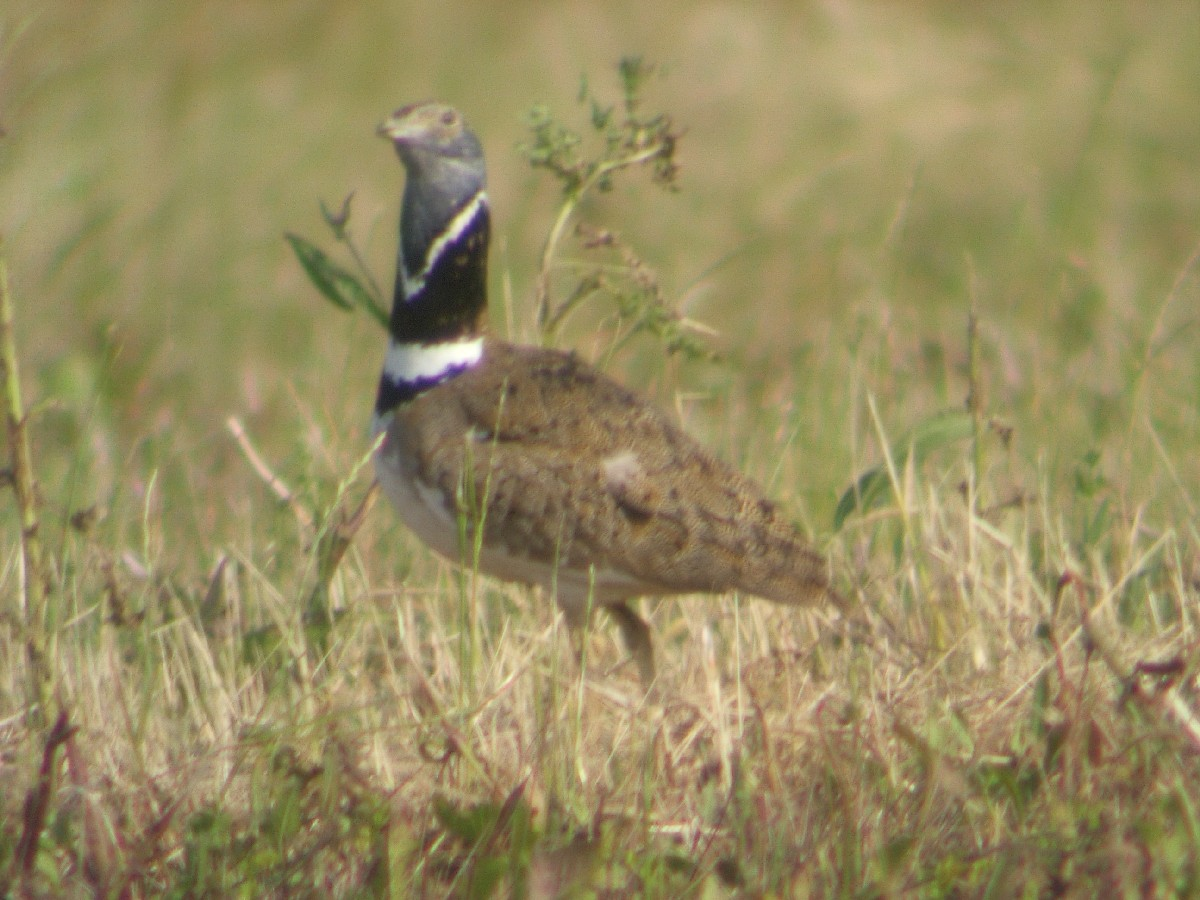
Sisón común

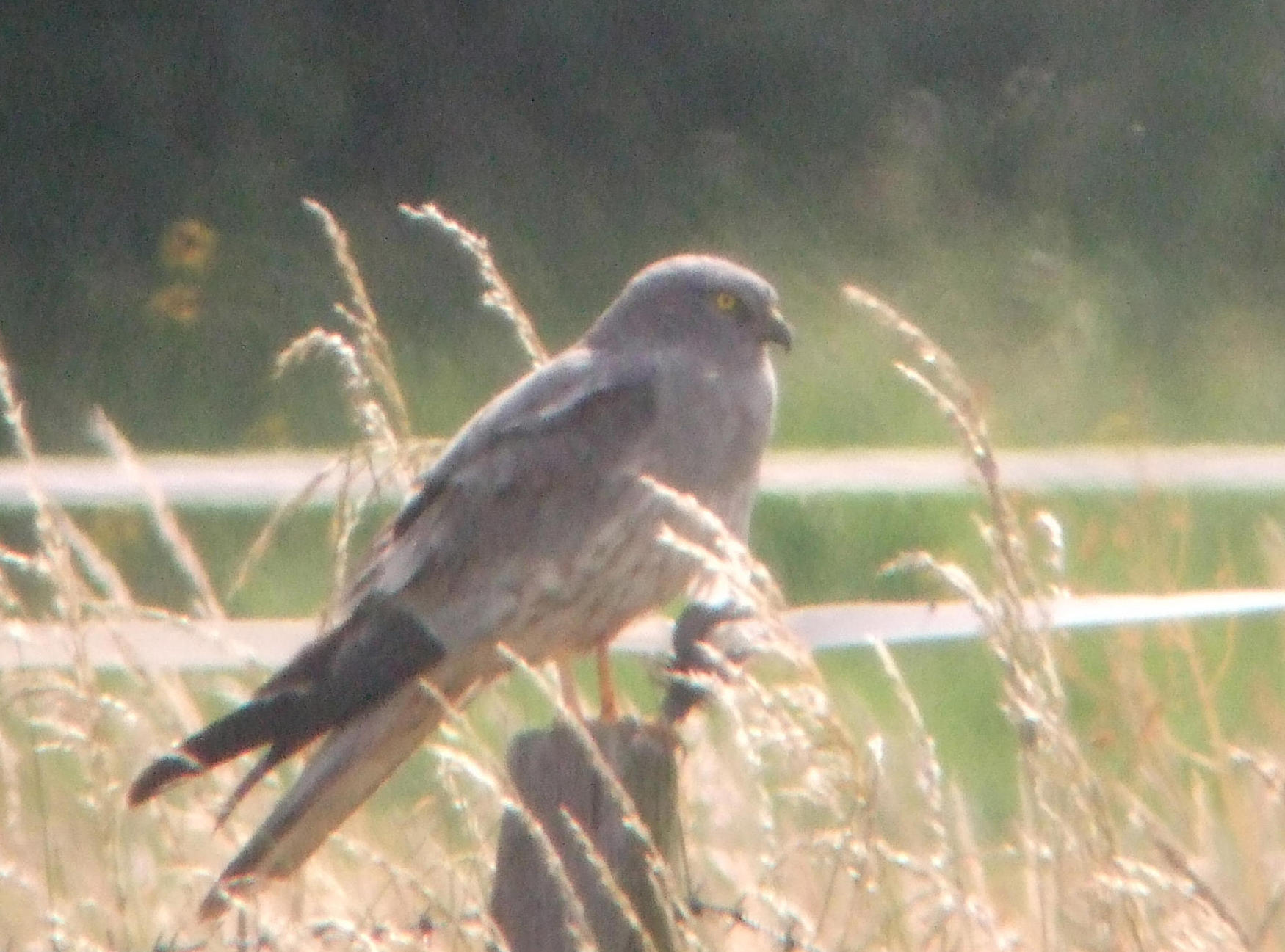
Aguilucho cenizo

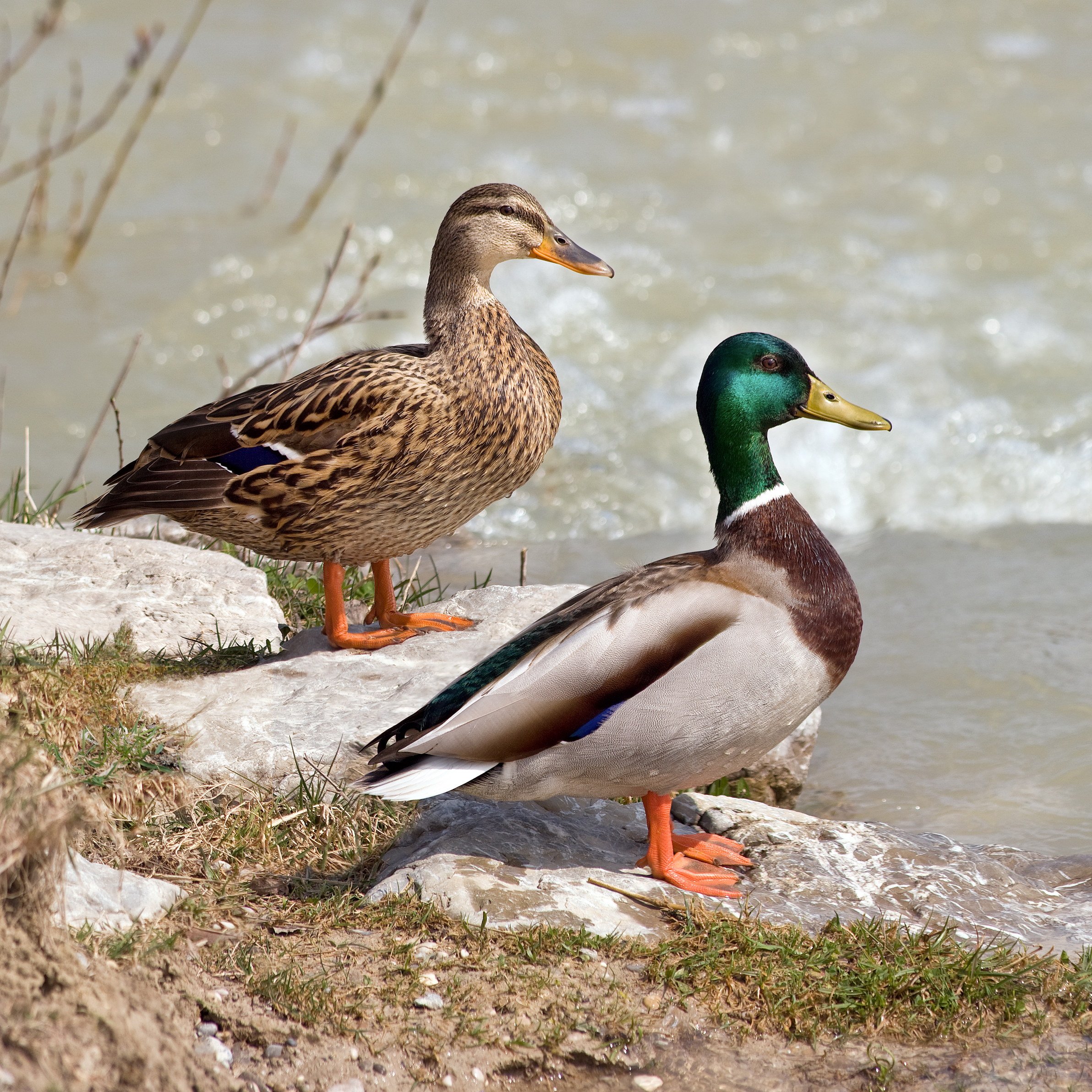
Hembra (izq.) y macho (der.) de ánade real.

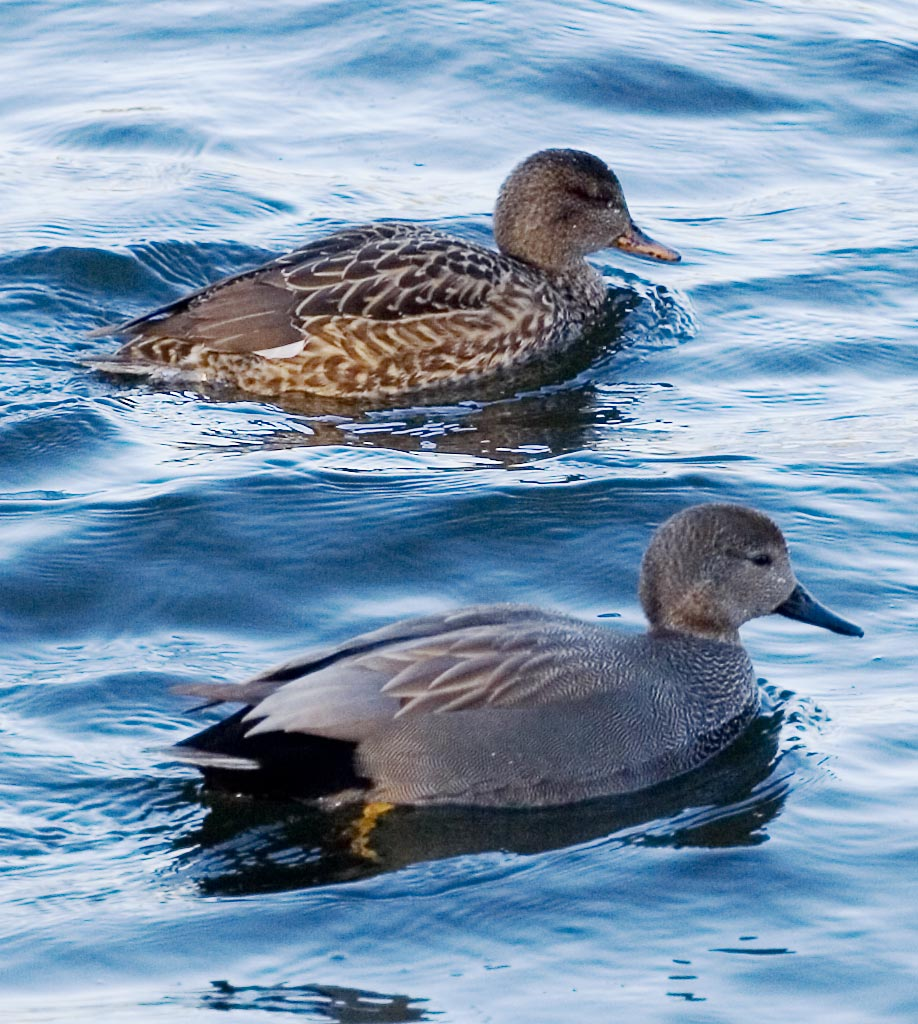
Ánade friso.

En la estepa cerealista se localiza una importante variedad de "aves esteparias" como:
| Especie            | Situación |
| ------------------ | --------- |
| Alcaraván          | Residente |
| Avutarda           | Residente |
| Ortega             | Residente |
| Sisón              | Residente |
| Aguilucho cenizo   | Estival   |
| Cernícalo primilla | Estival   |

En el complejo lagunar se concentran casi el 50 % de todas las aves acuáticas censadas en Castilla y León:
| Especie            | Situación  |
| ------------------ | ---------- |
| Ánsar común        | Invernante |
| Ánade rabudo       | Invernante |
| Cerceta común      | Invernante |
| Porrón moñudo      | Invernante |
| Silbón europeo     | Invernante |
| Correlimos común   | Invernante |
| Ánade azulón       | Residente  |
| Ánade friso        | Residente  |
| Cuchara común      | Residente  |
| Porrón europeo     | Residente  |
| Focha común        | Residente  |
| Zampullín común    | Residente  |
| Garza real         | Residente  |
| Garcilla bueyera   | Residente  |
| Aguilucho lagunero | Residente  |
| Avefría            | Residente  |
| Cigüeñuela         | Estival    |
| Avoceta            | Estival    |
| Grulla             | Paso       |
| Espátula           | Paso       |

### ¿Qué observar?
Dependiendo de la estación del año, se pueden observar diferentes concentraciones de aves:
- Otoño:

- Septiembre es un mes en el que son frecuentes las grandes concentraciones de azulón (ánade real) y la abundancia de garzas reales procedentes de las colonias de cría de la Reserva y alrededores.
- Octubre es la época de paso de aves migratorias como correlinmo menudo y otras limícolas.
- Noviembre es el mes de mayor concentración de grullas en la Reserva, la llegada de los primeros ánsares comunes de la temporada y de importantes concentraciones de correlino común.

- Invierno:

- En diciembre abundan el ánsar común y el ánade friso, siendo por lo general un buen mes para observar anátidas raras como las barnaclas cariblancas y los ánseres caretos.
- En enero se dan las mayores concentraciones de ánsar común, abunda el silbón europeo y la ceceta común. Al margen de las aves, es una buena época para observar en la zona la caza de liebres con galgo.
- En febrero los ásares comunes inician la emigración hacia los países nórdicos, llegando en su lugar la cigüeña en fase de inicio de su celo nupcial.

- Primavera:

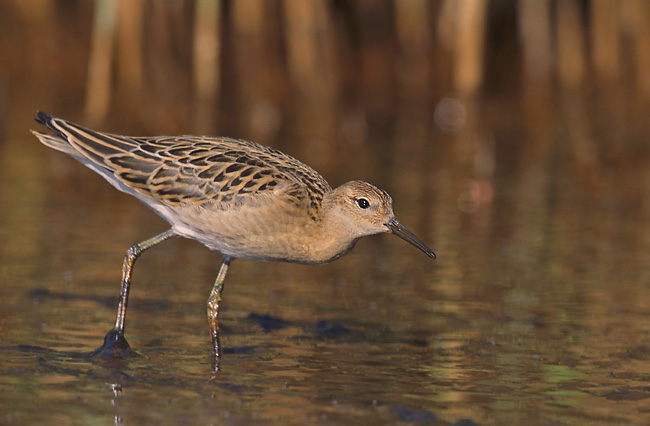
Combatiente, especie observable en Villafáfila.

- Marzo es el inicio de la llegada de los cernícalos primilla, abunda el cuchara común y es la época de paso primaveral de gran cantidad de limícolas: correlimos, chorlitejo, andarríos, etc. También es la época de celo de las avutardas.
- En abril la avutarda continúa en celo, y surgen grandes concentraciones de combatientes.
- Mayo es época de cría de los cernícalos primilla, especialmente llamativa la colonia de la iglesia de Otero de Sariegos. También crían las cigüeñas, avocetas y pagaza piconegra.

- Verano:

- Junio es el mes del canto de las codornices en la Reserva, abundan las garcillas bueyeras y los primeros vuelos de las cigüeñas del año.
- Julio hace que la fauna acuática se concentre en los escasos puntos de agua que quedan, siendo frecuente la observación de aguiluchos cenizos. Se comienzan a dar las primeras concentraciones premigratorias de cigüeñas.
- En agosto comienza el paso postnupcial de limícolas como el andarríos chico, correlimos y archibebes.

Fauna Acuática
Aunque es más bien escasa también hay que reseñar las especies más comunes que podemos encontrar. 
Podemos diferenciar dos ecosistemas, las lagunas permanentes y las lagunas temporales, donde encontraremos diversas clases de peces; siendo los más representativos los siguientes pertenecientes a las siguientes familias:
- Cyprinidae:

- Carpa (Ciprinus carpio), posee grandes escamas y puede llegar a medir hasta 70 cm de longitud. Suben por el arroyo Salado hasta las lagunas temporales dónde perecen constituyéndose en un elemento básico en el ciclo biológico de las lagunas. También las podemos encontrar en las lagunas permanentes.
- Carpín (Carrasius auratus), tiene aspecto de carpa pequeñita y es muy abundante en las charcas permanentes de la comarca.
- Tenca (Tinca tinca), alcanza los 35 cm de longitud y su color va desde el amarillento al verde oscuro, siendo sus escamas casi invisibles. Es una especie que ha sidointroducida en unas pocas charcas de la Reserva.

- Ictaluridae.
- Gambusia (Gambusia affinis), en esta especie la hembra puede alcanzar hasta los 6 cm y tiene el cuerpo rechoncho. En cambio el macho no supera los 3 cm y es más estilizado. Es el pez más abundante y fue introducido para combatir el paludismo que era transmitido por los mosquitos. Se encuentra tanto en las lagunas permanentes como en las temporales.

## Instalaciones

### Casa de la Reserva

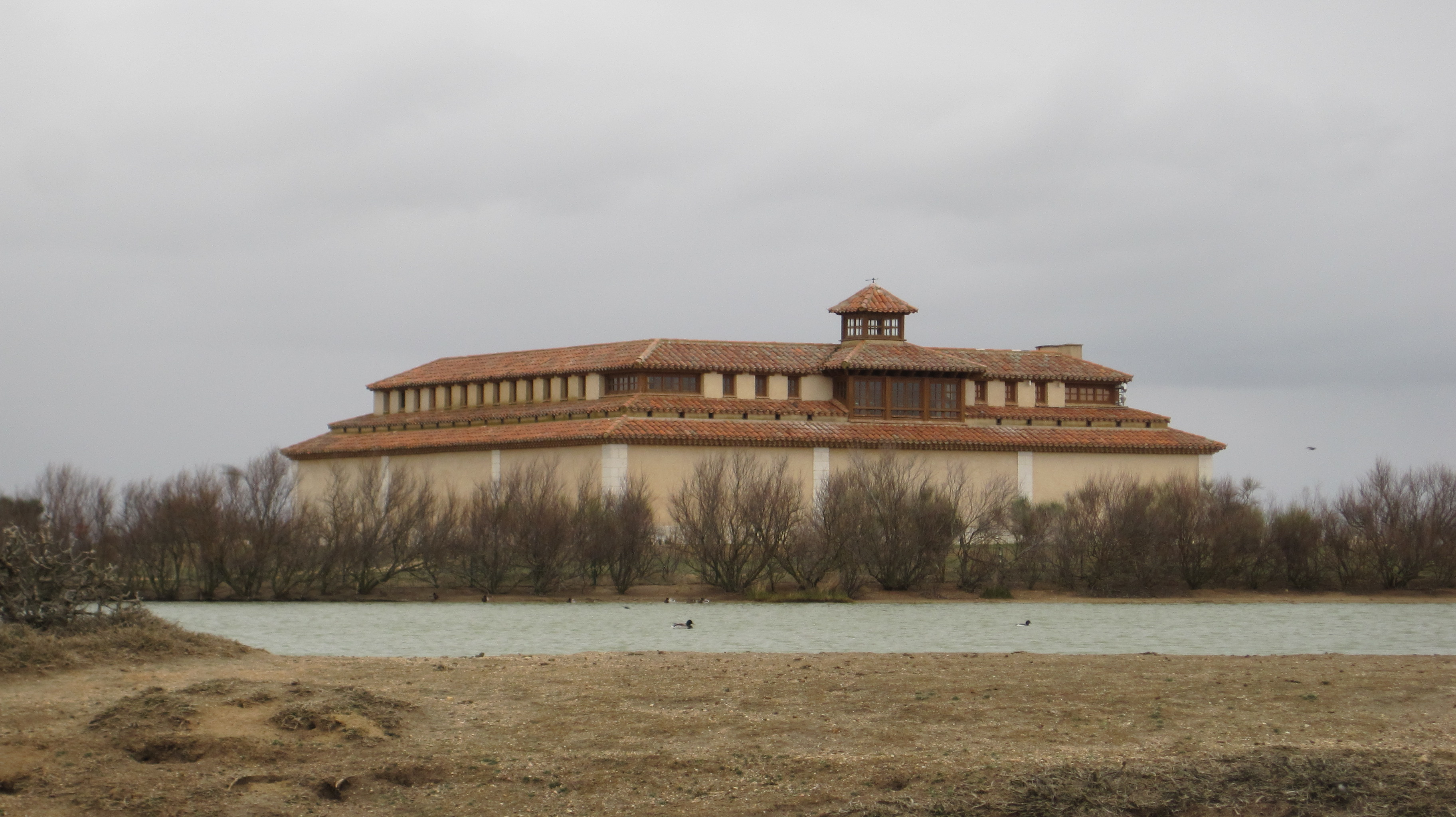
«El Palomar», casa de la reserva y centro de visitantes.

La casa de la reserva, denominada "El Palomar", es una infraestructura concebidas como punto de referencia y encuentro del espacio natural de las lagunas de Villafáfila, tanto para la población local como para los visitantes. En ella se puede encontrar información pormenorizada de todas las posibilidades que nos brindan el propio espacio natural y su entorno, sus valores naturales, culturales, sociales, etc.
Uno de sus objetivos principales es ofrecer a sus usuarios los conocimientos necesarios para facilitar un acercamiento respetuoso a esta área singular, en el que podremos disponer de las claves necesarias para identificar, valorar e interpretar el patrimonio cultural y natural de la Reserva.
Esta Casa se encuentra situada en la localidad de Villafáfila, en la carretera que une esta localidad con Tapioles, a 1,5 km del primer pueblo, y reproduce uno de los elementos más significativos de la Tierra de Campos, el palomar. A ella podemos llegar:
- Por la carretera N-630 de Zamora en dirección a Benavente, pasada la población Granja de Moreruela, tomar un desvío a la derecha por la carretera ZA-701.
- Por la autovía N-VI de Tordesillas en dirección a Benavente, a la altura de Villalpando tomar un desvío a la izquierda dirección Tapioles y Villafáfila.

El recinto alberga también el centro de interpretación en el que se ofrece un recorrido a través del cual se van descubriendo los aspectos más importantes de la Reserva. En su interior se puede disfrutar de diferentes ámbitos, tales como la exposición, las imágenes que capta una cámara situada en una de las lagunas del Parque de la Fauna, el mirador desde donde tener una magnífica vista del Parque de la Fauna y el audiovisual. El recinto también incluye otro recurso interpretativo, el parque de la fauna, formado por tres lagunas artificiales situadas sobre 23 ha y recrea el ecosistema lagunar, recorridas por un sendero en el que se han dispuesto ocho observatorios. A través de ellos se puede observar, en cualquier época del año, un ejemplo de la fauna que utiliza este espacio natural.

### Observatorios
Además se pueden encontrar tres observatorios, que son:
- Laguna Grande, en Otero de Sariegos, desde donde se puede contemplar los miles de ánseres comunes que entran y salen durante el invierno.
- Laguna de la Rosa, en Revellinos, junto a la carretera de Villalpando.
- Laguna de San Pedro, en Villarrín de Campos.